# 阿姆斯特朗大砲
阿姆斯壯砲或阿姆斯壯大砲、阿姆斯壯膛後裝砲（英語：Armstrong's Rifled Breech Loader），是出現在19世紀中期的後膛火砲，該大砲特點是，從火砲後方裝彈、大砲管內有膛線、使用砲彈為圓筒狀而非圓球狀，此三項特點一直沿用至今。由英國律師威廉·阿姆斯壯（英語：William Armstrong）在1854年發明了這項武器。在1858年開始被英軍裝備，隨後在後來的第二次鴉片戰爭中，英軍利用它迅速攻下大沽砲台。

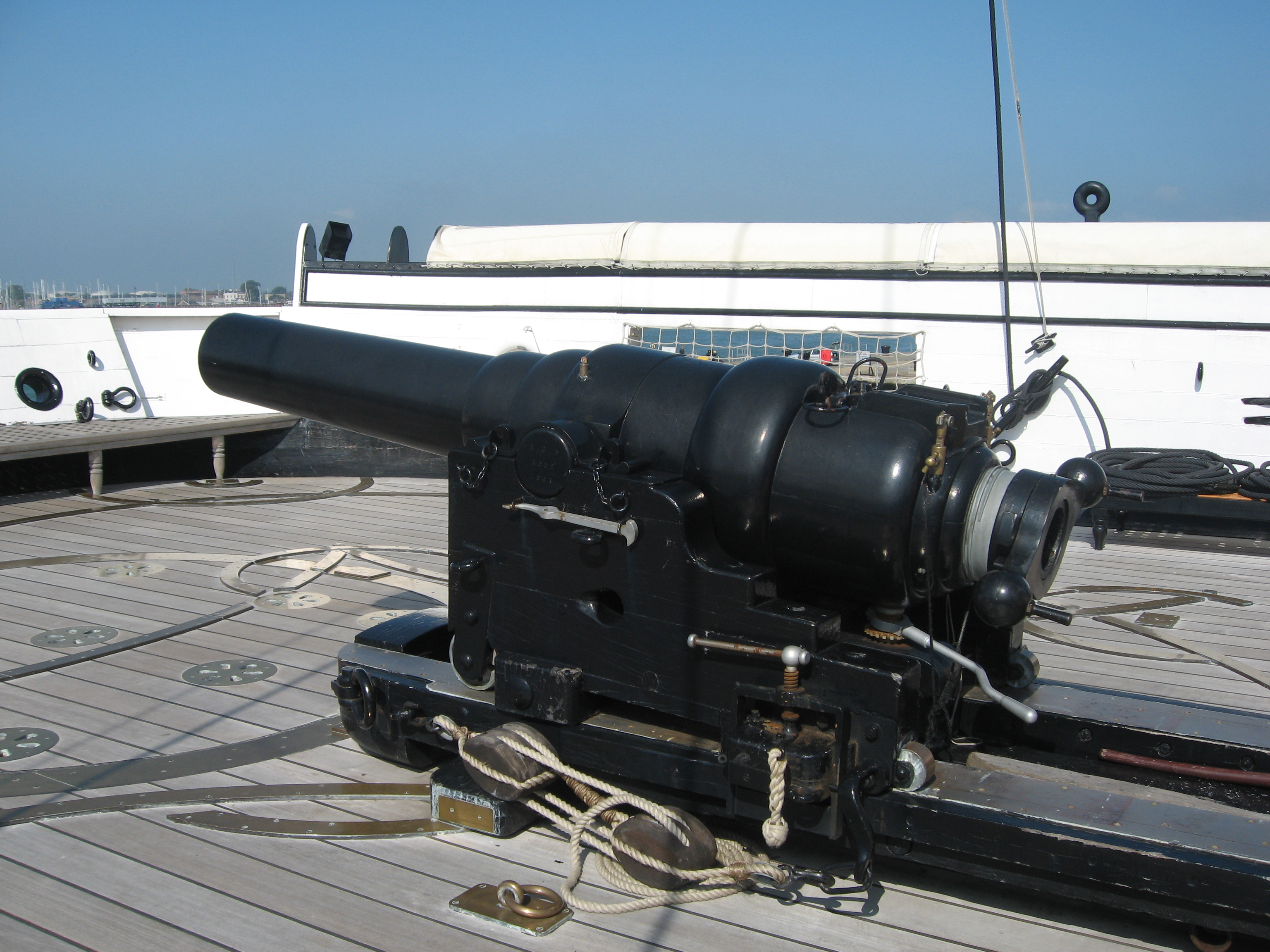
英國皇家海軍勇士號鐵甲艦（HMS Warrior）所裝備的7吋（178 mm）阿姆斯壯砲

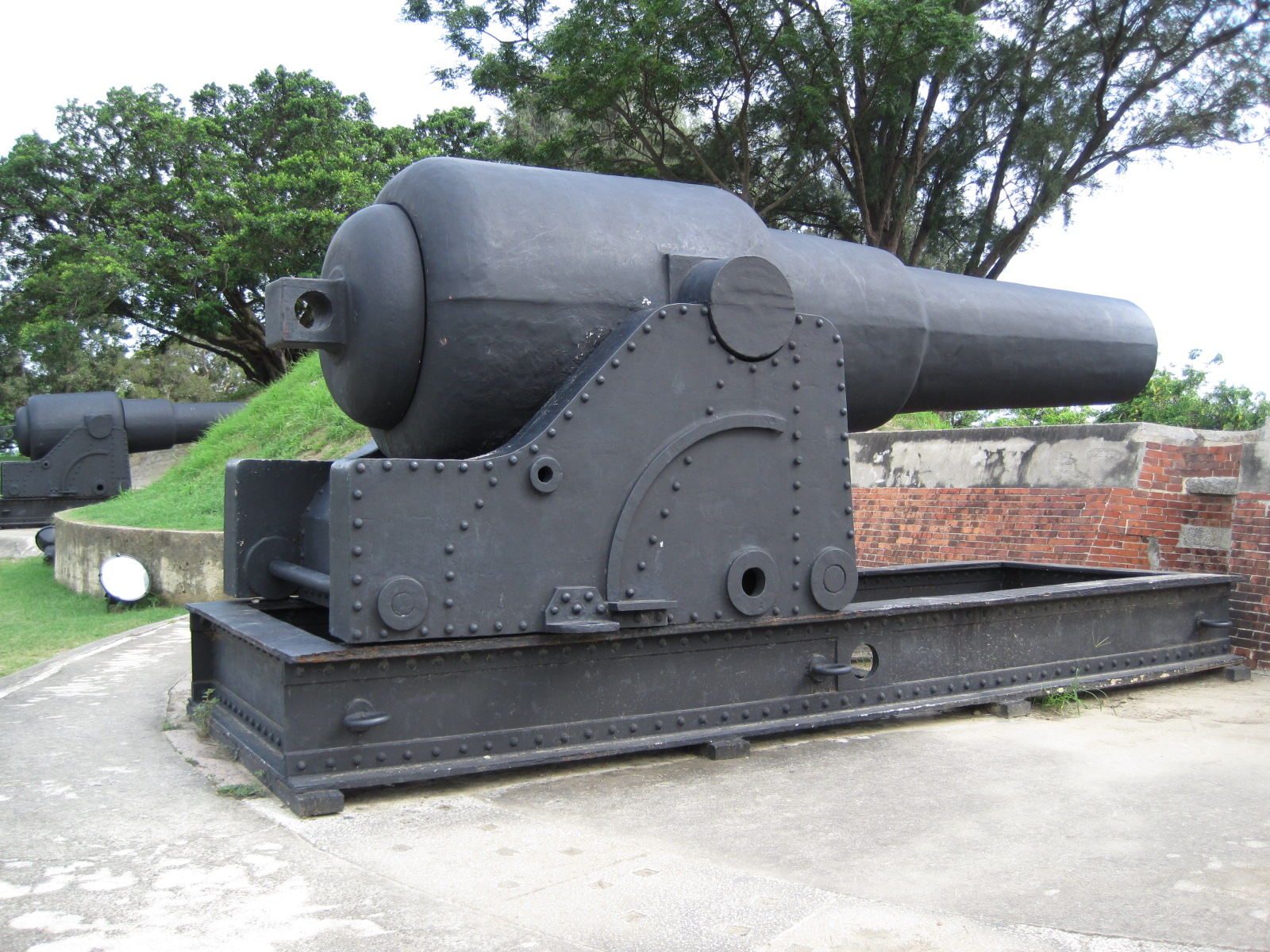
億載金城設置的阿姆斯壯大砲（仿製品）

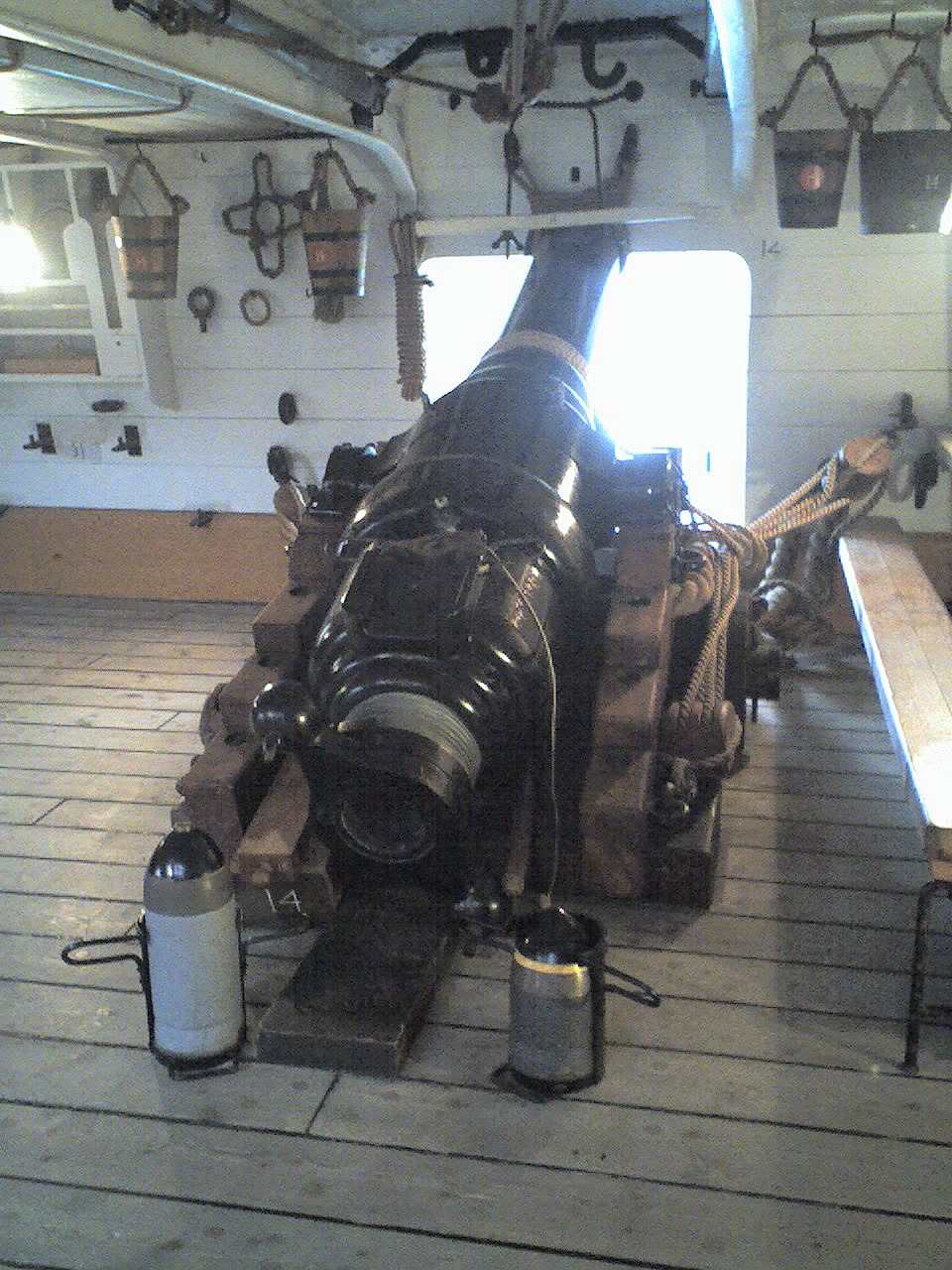
Fibreglass replica of 7-inch 110lb Armstrong gun on HMS Warrior

## 實際運用
1874年牡丹社事件爆發後，清朝欽差大臣沈葆楨在今日台南市安平區建立億載金城，並設置了三門英國製阿姆斯特朗砲，口徑為十英吋（254mm）；而現存於億載金城的火砲都是複製品。
1887年，清朝台灣巡撫劉銘傳認為清法戰爭爆發時基隆港海防不足而向英國訂購31門後膛炮（炮口內徑8英吋，有效射程5公里，全長5.55公尺，重12公噸，膛線左旋），1889年31門炮分別設置於基隆與澎湖要塞。台灣日治時期後，日軍以廢炮交由陸軍部處分，做為兵器廠部品修復或用來提供申請做為奉納給神社的獻納品，1932年，阿姆斯脫朗後膛8吋炮成為基隆神社的獻納品。台灣戰後時期的1972年基隆神社原址改建為忠烈祠及中正公園，8吋炮被交由三軍大學（國防大學）代為保管，1991年8吋炮再歸還基隆市政府而改置於基隆役政公園露天展示，2012年被基隆市政府文化局登錄為基隆市一般古物。

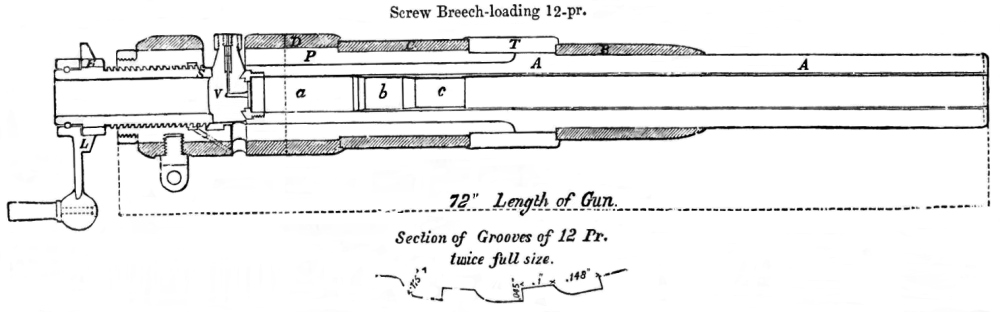
Aufbau eines Armstrong-Rohres, 12 pdr 8 cwt
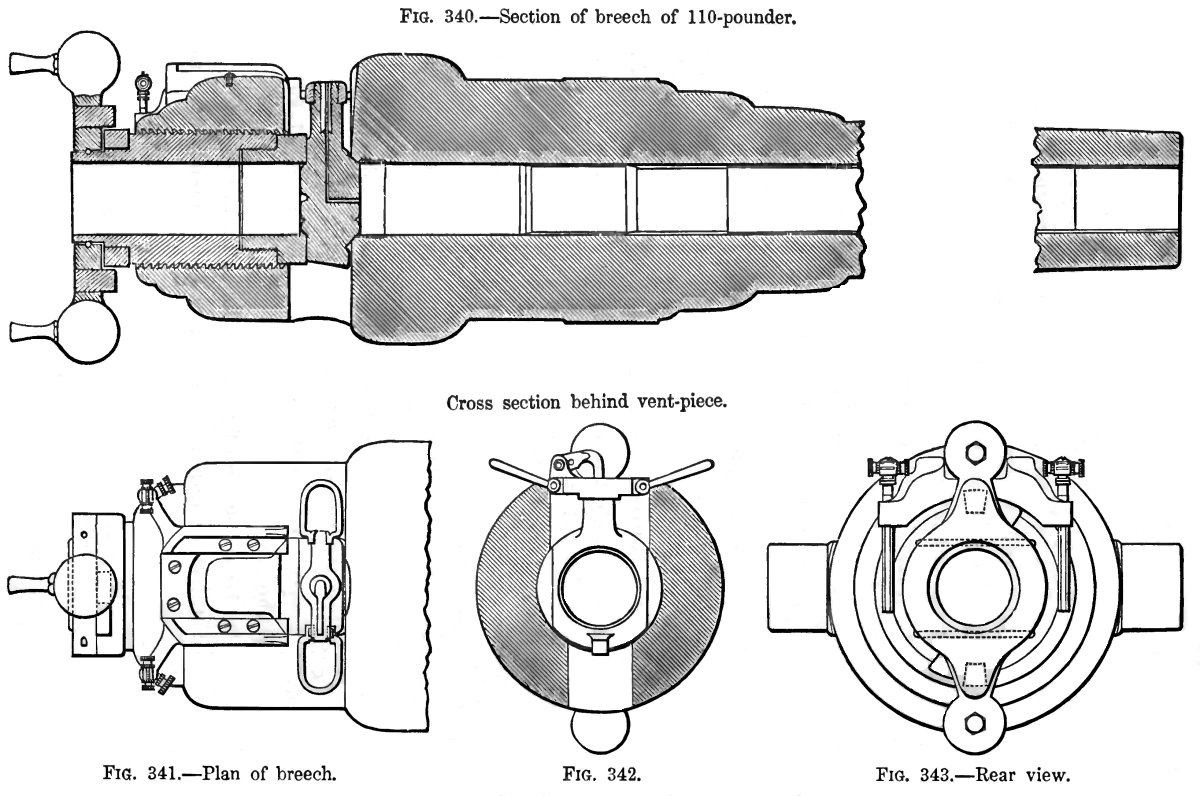
Screw breech system of 7-inch Armstrong gun
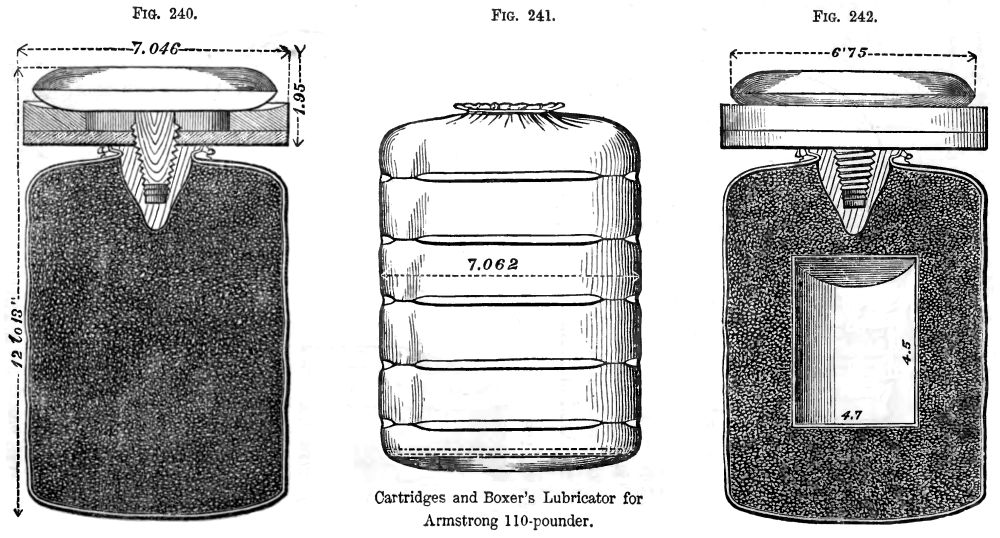
Powder cartridge with lubricator
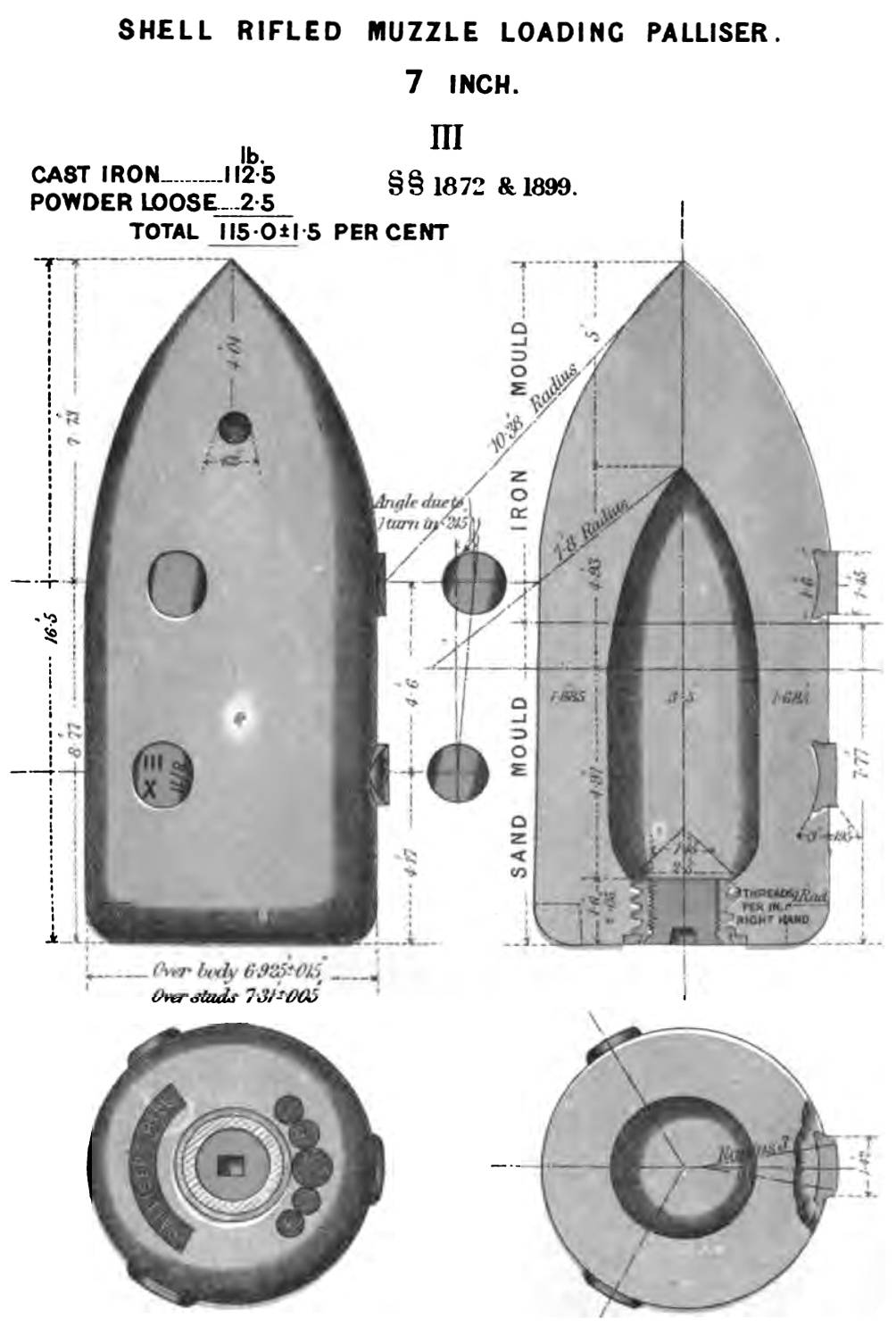
Granate für Vorderlader
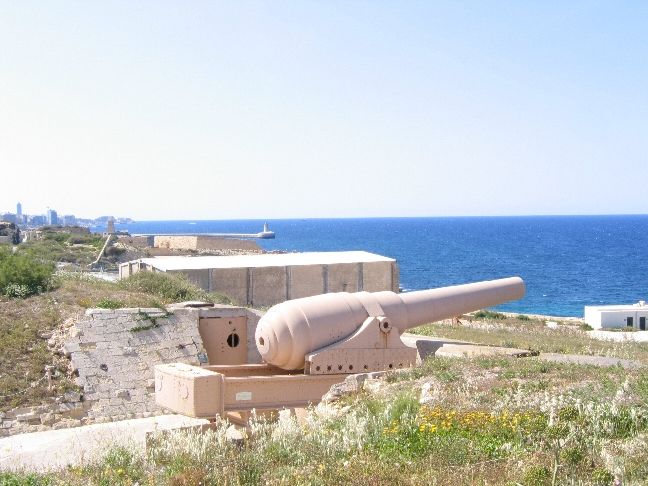
Armstrong Kanone Malta (Seitenansicht) – alte Lackierung
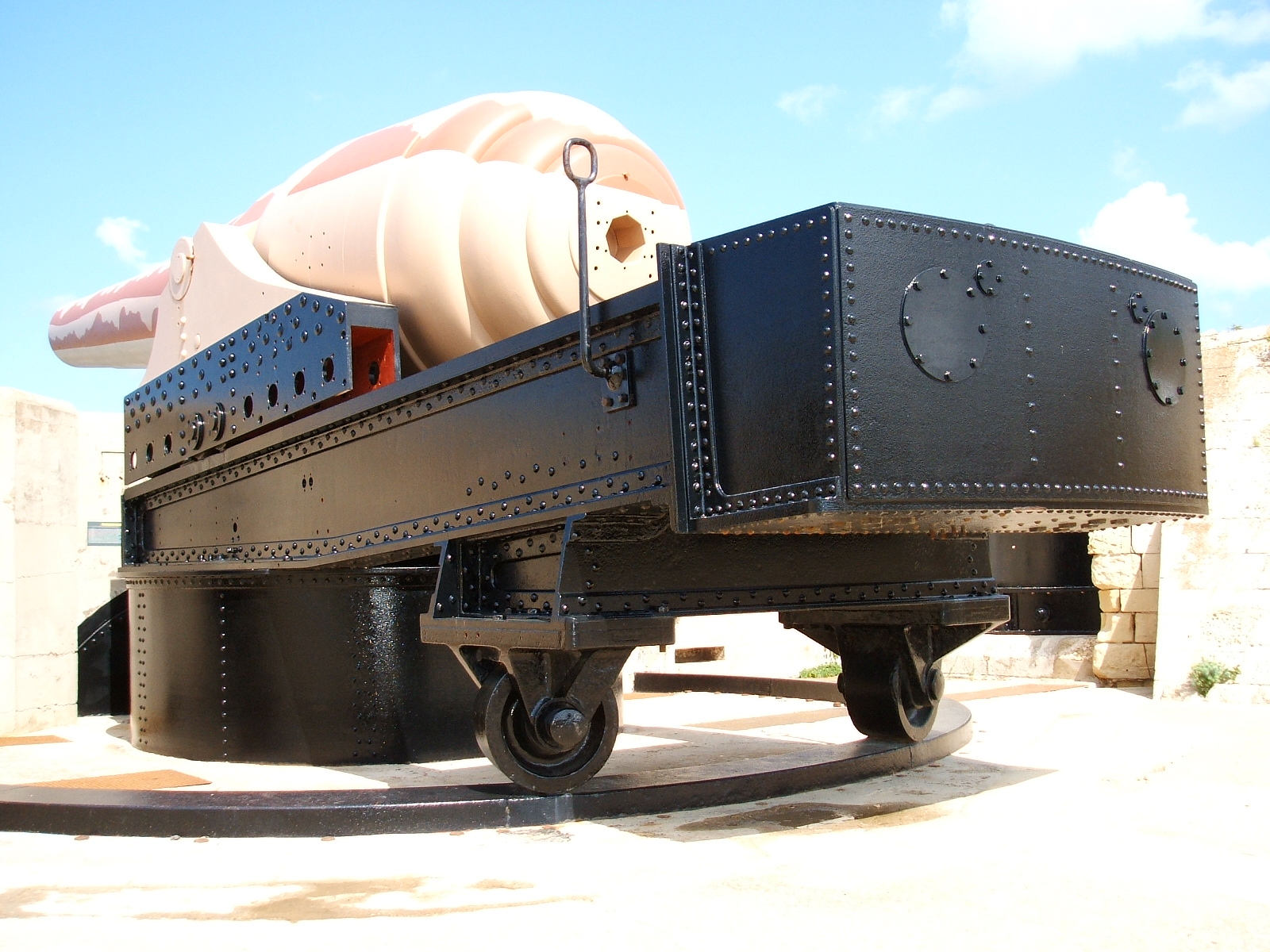
Rückansicht Malta Armstrong Kanone – Neue Lackierung

## 圖輯

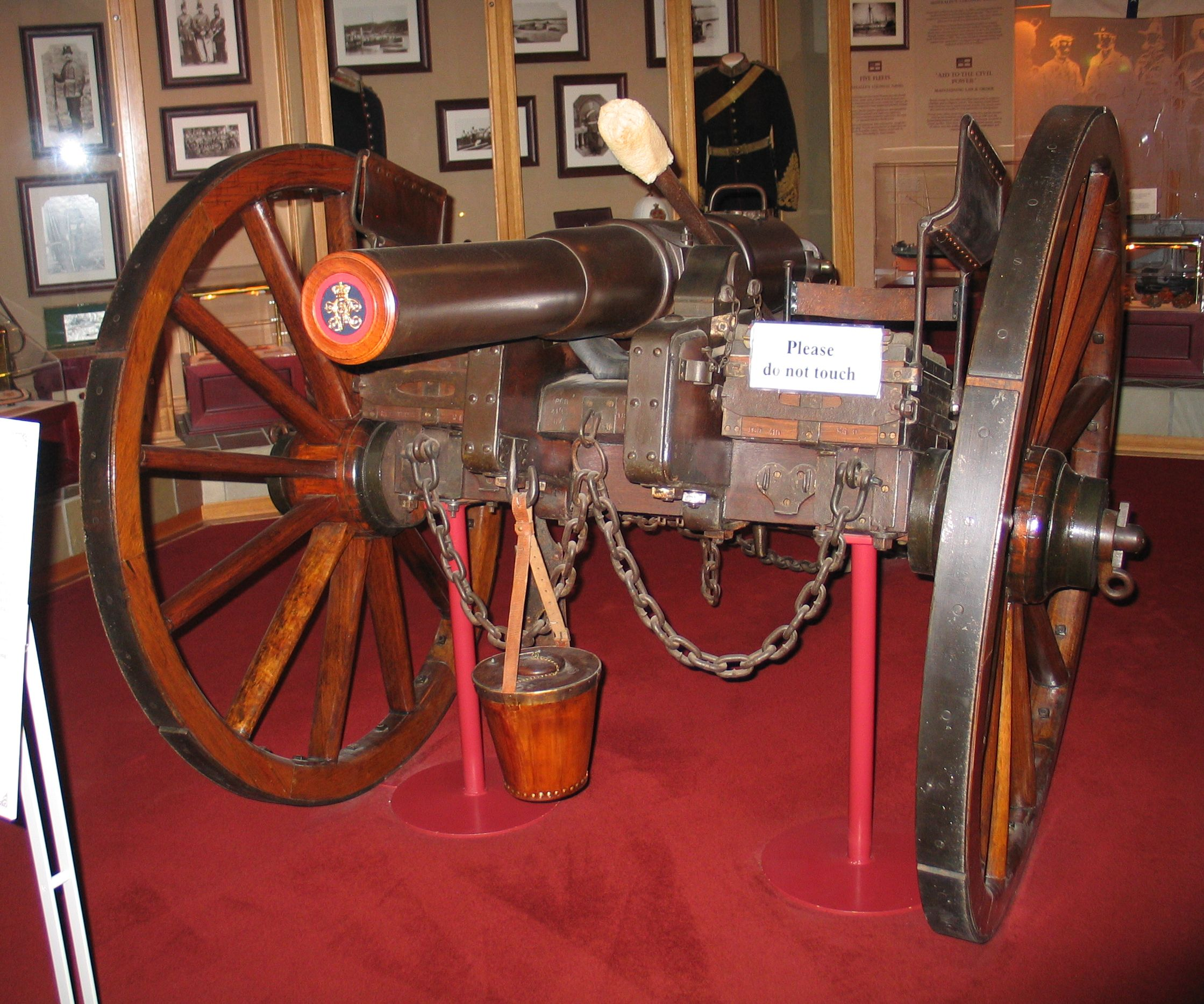
12磅8擔阿姆斯特朗砲（RBL 12 pounder 8 cwt Armstrong Gun）
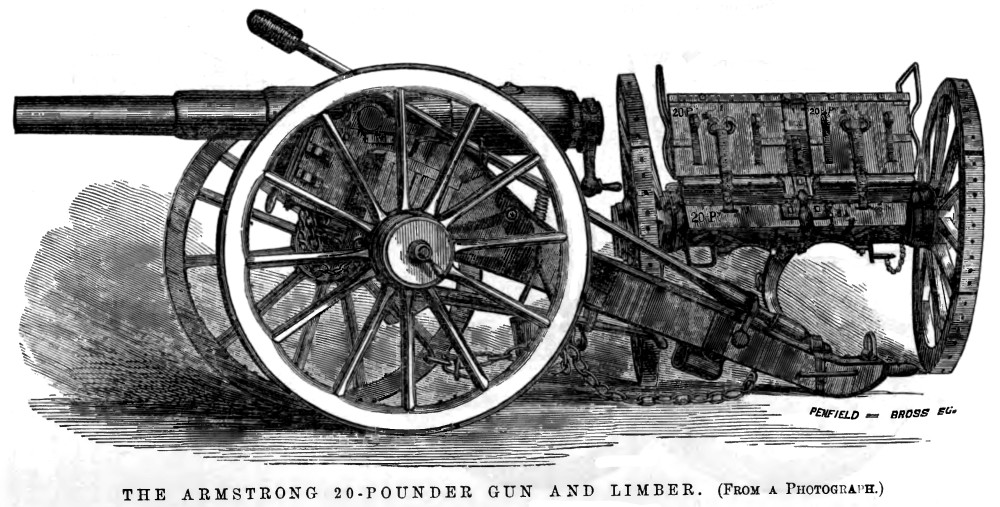
20磅阿姆斯特朗砲（RBL 20 pounder Armstrong Gun）
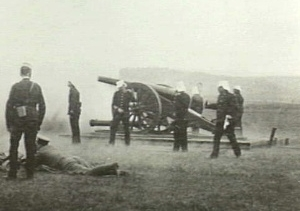
40磅阿姆斯特朗砲（RBL 40 pounder Armstrong Gun）
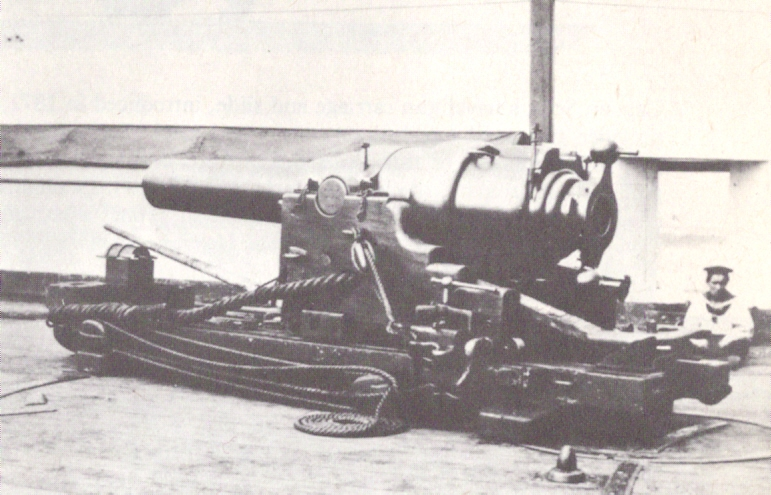
7吋阿姆斯特朗砲（RBL 7 inch Armstrong Gun）A gun on a wooden slide carriage in the 19th century

## 外部連結
- アームストロング後装砲〔Armstrong's Rifled Breech Loader〕（外觀型制及裝填射擊示意圖）
- Guns aboard HMS Warrior （页面存档备份，存于）
- （简体中文）火砲技術的發展